# John Lyons (Filmproduzent)
John S. Lyons (* 1. Januar 1970) ist ein Filmproduzent.

## Karriere
Lyons wurde 1970 geboren und begann seine Karriere 1995 mit dem Film Blown Sideways Through Life. Zwei Jahre später produzierte er Boogie Nights, das für den frisch gegründeten Satellite Award nominiert wurde. Seine nächste größere Produktion folgte 1999 mit Austin Powers – Spion in geheimer Missionarsstellung sowie dessen Fortsetzung Austin Powers in Goldständer. Daraufhin war er in den Folgejahren hauptsächlich als Casting Director tätig, wobei er für über 30 Produktionen arbeitete. Seinen größten Erfolg landete er als Produzent des Dokumentarfilms All the Beauty and the Bloodshed unter der Regie von Laura Poitras. Der Film wurde unter anderem für den Oscar in der Kategorie Bester Dokumentarfilm nominiert.

## Filmografie (Auswahl)
- 1995: Blown Sideways Through Life
- 1996: Last Exit Reno
- 1997: Boogie Nights
- 1998: Petes Meteor
- 1999: Austin Powers – Spion in geheimer Missionarsstellung (Austin Powers: The Spy Who Shagged Me)
- 1999: Sein letzter Coup (The Opportunists)
- 2002: Austin Powers in Goldständer (Austin Powers in Goldmember)
- 2003: Pieces of April – Ein Tag mit April Burns
- 2014: Rio I love you
- 2015: Sisters
- 2022: All the Beauty and the Bloodshed

## Auszeichnungen (Auswahl)
- 1998: Golden-Satellite-Nominierung in der Kategorie Bestes Drama für Boogie Nights
- 2022: Gotham-Award-Nominierung in der Kategorie Bester Dokumentarfilm für All the Beauty and the Bloodshed
- 2023: British-Academy-Film-Award-Nominierung in der Kategorie Bester Dokumentarfilm für All the Beauty and the Bloodshed
- 2023: Oscar-Nominierung in der Kategorie Bester Dokumentarfilm für All the Beauty and the Bloodshed